# Devonian Fossil Gorge
Der Devonian Fossil Gorge ist eine Überlaufrinne des Staudamms beim Iowa River in der Nähe von Iowa City und Coralville. In dieser Rinne finden sich etliche Fossilien aus dem Devon.

## Geschichte

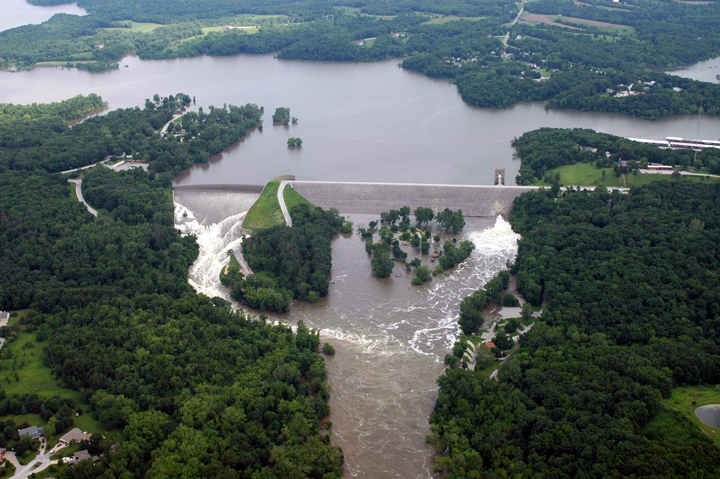
Die Überschwemmung beim Coralville-Staudamm zwischen 10. und 24. Juni 2008 (Bild vom Sonntag, 15. Juni). Links sieht man den Abfluss durch die Überlaufrinne, die heute den Devonian Fossil Gorge bildet.

Der Coralville Dam wurde 1958 fertiggestellt und staut den Coralville Lake, der als Wasserreservoir dient. Zwischen dem 5. Juli und dem 2. August 1993 musste während einer längeren Zeit Überlaufwasser abgelassen werden, was eine Überlaufrinne bildete. Der Vorgang wiederholte sich zwischen dem 10. und 24. Juni 2008 und bildete somit das heutige Erscheinungsbild der Devonian Fossil Gorge. Der Wasserstrom betrug zu seinen Spitzenzeiten bei der Überflutung von 2008 eine Stärke von über 5000 Hektoliter pro Sekunde, was etwa die fünffache Menge an Wasser bedeutet, die in einem durchschnittlichen Sommer durch den Iowa River fließt. Durch das Gefälle bekam der Strom eine hohe Geschwindigkeit und spülte sämtliche Vegetation, Erde und loses Gestein aus der Überlaufrinne weg und legte Schichten mit Versteinerungen aus devonischer Zeit frei.